# Kimi no sei de
„Kimi no sei de” (jap. 君のせいで) – trzynasty japoński singel południowokoreańskiej grupy SHINee, wydany 18 maja 2016 roku. Osiągnął 2 pozycję w rankingu Oricon i pozostał na liście przez 4 tygodnie, sprzedał się w nakładzie 69 886 egzemplarzy.
Singel został wydany w dwóch wersjach: regularnej i limitowanej (CD+DVD). Oficjalny japoński fanclub "SHINee WORLD J" sprzedawał dodatkowo pięć wersji w ograniczonej ilości.

## Lista utworów
| CD  |                                                                          |      |
| Nr  | Tytuł                                                                    | Czas |
| 1.  | "Kimi no sei de" (jap. 君のせいで)                                       |      |
| 2.  | "Nothing To Lose"                                                        |      |
| 3.  | "Kimi no sei de" (jap. 君のせいで) (Instrumental) (tylko wer. regularna) |      |
| 4.  | "Nothing To Lose" (Instrumental) (tylko wer. regularna)                  |      |
| DVD |                                                                          |      |
| Nr  | Tytuł                                                                    | Czas |
| 1.  | "Kimi no sei de" (jap. 君のせいで) (Music Video)                         |      |

## Notowania
| Lista                             | Pozycja |
| --------------------------------- | ------- |
| Oricon Weekly Chart               | 2       |
| Billboard Japan Top Singles Sales | 6       |
| Billboard Japan Hot 100           | 4       |